# Lingsugur
Lingsugur és una ciutat i panchayat al districte de Raichur, a l'Índia, a l'estat de Karnataka a 16° 10′ N, 76° 31′ E / 16.17°N,76.52°E. Figura al cens del 2001 amb una població de 27.301 habitants. La població el 1901 era de 5.161 incloent el suburbi de Mahbud Bazar a uns 3 km on havia un camp militar durant el període de domini britànic (1853 a 1860). Fou capital d'un districte del principat d'Hyderabad entre 1860 i 1905.